# John Forbes Nash Jr.

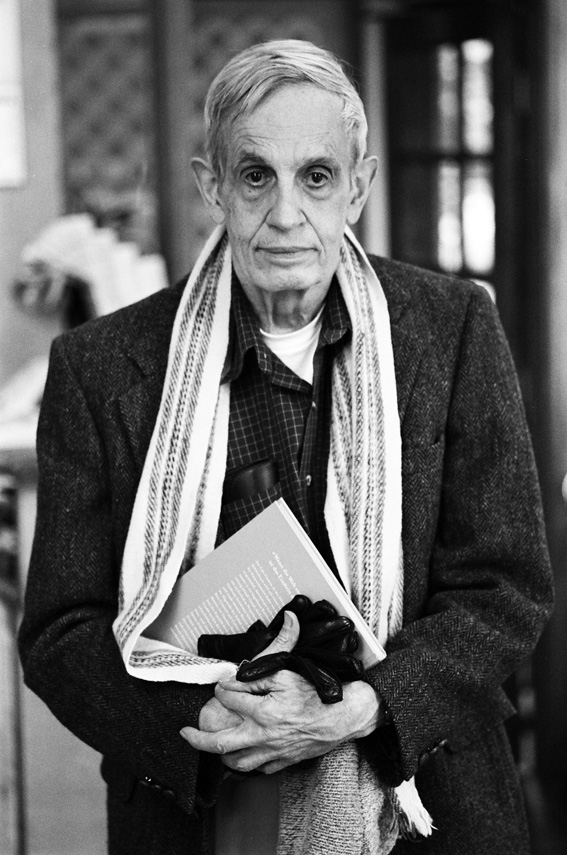
John Forbes Nash (2000er Jahre)

John Forbes Nash, Jr. (* 13. Juni 1928 in Bluefield, West Virginia; † 23. Mai 2015 in Monroe Township, New Jersey) war ein US-amerikanischer Mathematiker, der besonders in den Bereichen Spieltheorie und Differentialgeometrie sowie auf dem Gebiet der partiellen Differentialgleichungen arbeitete. Im Jahr 1994 erhielt er zusammen mit Reinhard Selten und John Harsanyi den Alfred-Nobel-Gedächtnispreis für Wirtschaftswissenschaften für die gemeinsamen Leistungen auf dem Gebiet der Spieltheorie. Damit war Nash einer der wenigen Mathematiker, die diesen Preis erhielten. 2015 erhielt er mit dem Abelpreis auch noch einen der wichtigsten Wissenschaftspreise auf dem Gebiet der Mathematik.
Nach einem vielversprechenden Start seiner mathematischen Karriere erkrankte Nash im Alter von 30 Jahren an Schizophrenie. Von der Krankheit erholte sich Nash zu Beginn der 1990er Jahre. Seine Geschichte ist Ende 2001 einem breiteren Publikum durch den preisgekrönten Spielfilm A Beautiful Mind bekannt geworden.

## Ausbildung und Werk

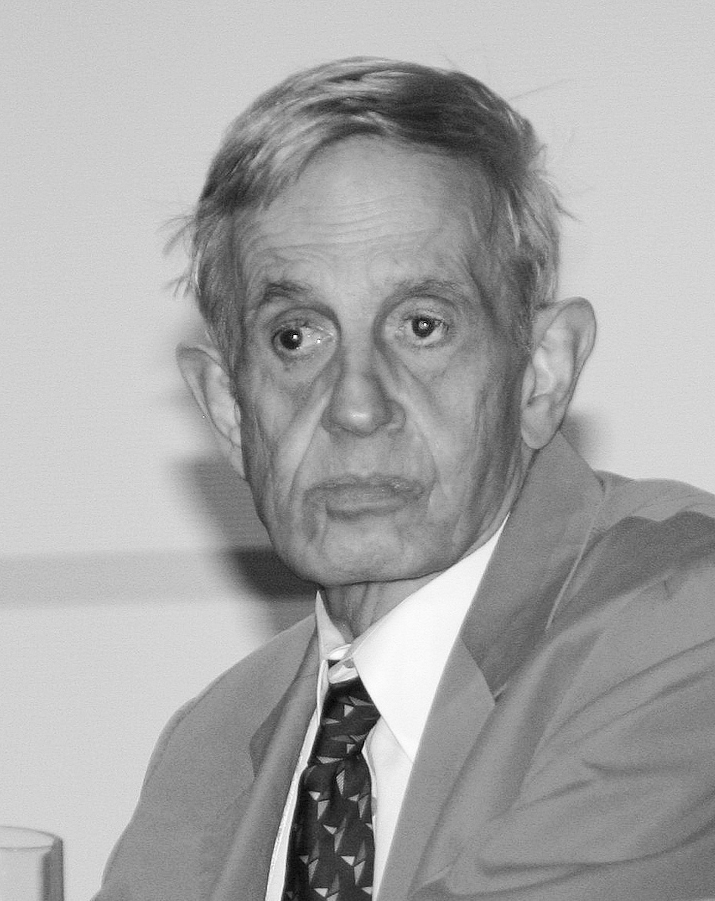
John F. Nash (2006)

Von 1945 bis 1948 studierte Nash am Carnegie Institute of Technology in Pittsburgh, wo er 1945 seinen Bachelor- und 1948 seinen Master-Abschluss machte. Ursprünglich wollte er wie sein Vater Ingenieur werden, entwickelte jedoch eine große Vorliebe für Mathematik. Er interessierte sich auch für Physik und trug eine seiner Theorien sogar Albert Einstein vor, als er 1948 in Princeton zu studieren begann, doch riet ihm dieser am Ende der Unterredung, „mehr Physik zu studieren“.
Noch in Pittsburgh begann sein Interesse am Verhandlungsproblem, dessen Lösung John von Neumann und Oskar Morgenstern in ihrem Buch Theory of Games and Economic Behavior 1944 offengelassen hatten.
Nash wurde 1950 an der Princeton University bei dem Mathematiker Albert W. Tucker promoviert. Die Arbeit mit dem Titel Non-cooperative Games erweiterte die Spieltheorie von Morgenstern und von Neumann um das sogenannte Nash-Gleichgewicht (englisch Nash equilibrium). Nash wies nach, dass dieses Gleichgewicht – abweichend von den Lösungen – auch für Nicht-Nullsummenspiele und für mehr als zwei Spieler existiert.
Ausgegangen wird von einem Satz von Strategien (etwa Preispolitik) von Spielern (Konkurrenten im Markt). Eine Situation, bei der kein Spieler davon profitieren kann, seine Strategie zu ändern, wenn die anderen Spieler ihre Strategien unverändert lassen, ist ein Nash-Gleichgewicht. Die Bedeutung dieser Arbeit aus dem Jahr 1950 wurde erst später im Zusammenhang mit der Weiterentwicklung der Spieltheorie erkannt und brachte ihm 1994 den Alfred-Nobel-Gedächtnispreis für Wirtschaftswissenschaften ein. Von Neumann selbst war damals bei einem Treffen mit Nash wenig beeindruckt; er hielt das Ergebnis für trivial und erwähnte es in der Neuauflage seines Buches mit Morgenstern über Spieltheorie von 1953 nur indirekt in der Einleitung. Auch Nash selbst wertete die Arbeit eher als Nebenprodukt im Vergleich zu seinen späteren Arbeiten. Für den Fall, dass seine Arbeit über Spieltheorie nicht akzeptiert würde, hätte er schon eine andere Arbeit in algebraischer Geometrie vorbereitet, so Nash.
1952 erschien seine Arbeit über reelle algebraische Mannigfaltigkeiten, die er selbst als seine perfekte Arbeit betrachtete. Die Idee dahinter war, jede Mannigfaltigkeit durch eine algebraische Varietät (die viel einfacher zu handhaben und durch Polynome beschreibbar waren) anzunähern, eventuell indem man zu Räumen viel höherer Dimension überging. In diesem Zusammenhang sind Nash-Mannigfaltigkeiten und Nash-Funktionen nach ihm benannt.
Nach seiner Promotion wandte sich Nash vermehrt der Analysis zu, insbesondere der Differentialgeometrie und den partiellen Differentialgleichungen. Er bewies, dass jede Riemannsche Mannigfaltigkeit isometrisch in den euklidischen {\displaystyle \mathbb {R} ^{n}} eingebettet werden kann (der Einbettungssatz von Nash). Die Frage, ob dies möglich ist, wurde bereits von Bernhard Riemann gestellt, und die landläufige Meinung in den 1950er Jahren war, dass das nicht so sei. Das Resultat von Nash kam unerwartet und hatte weitreichende Konsequenzen. Ein Teilresultat seines Einbettungssatzes wurde 1966 von Jürgen Moser in der Theorie nichtlinearer partieller Differentialgleichungen benutzt und ist als Satz von Nash und Moser bekannt.
Ab 1950 war Nash vier Jahre lang in den Sommermonaten an der Rand Corporation mit geheimer Forschungsarbeit beschäftigt, wo auch Kenneth Arrow, John Milnor (der bei Rand mit Nash zusammenarbeitete) und andere an Anwendungen der Spieltheorie auf strategische Situationen im Kalten Krieg arbeiteten. 1951 bis 1953 war Nash Moore-Instructor am Massachusetts Institute of Technology und ab 1953 war er dort Assistant Professor und von 1957 bis 1959 Associate Professor. 1955 übermittelte er der National Security Agency einen Vorschlag für ein Verschlüsselungsverfahren, erhielt jedoch eine Absage.
1958 veröffentlichte er (parallel zu Ennio De Giorgi, jedoch unabhängig von diesem) eine Lösung des Regularitätsproblems partieller Differentialgleichungen, welches David Hilbert 1900 in seine bekannte Liste der größten, offenen Probleme der Mathematik aufgenommen hatte (19. Problem). Die Ergebnisse wurden bekannt als Satz von De Giorgi und Nash und haben für die Theorie der partiellen Differentialgleichungen weitreichende Konsequenzen. Nash war 1956/57 vom MIT beurlaubt und nominell am Institute for Advanced Study in Princeton, forschte aber am Courant Institute in New York City, dem damaligen Mekka der Forschung in partiellen Differentialgleichungen, wo zu der Zeit unter anderem Peter Lax, Louis Nirenberg und Lars Hörmander aktiv waren.
Nash hat 1947 das heute unter dem Namen „Hex“ vertriebene Spiel durch Überlegungen der Spieltheorie entworfen, unabhängig von dem Dänen Piet Hein ein paar Jahre zuvor. Ein Prototyp wurde von dem mit Nash befreundeten David Gale gebaut und das Spiel war bald populär unter den Mathematikern in Princeton wie John Milnor. Um 1950 verbrachte er in Princeton viel Zeit mit Brettspielen (insbesondere Schach, der Schachvariante Phantomschach (angelsächsisch Kriegspiel) und Go, wo Ralph Fox Meister war) und entwickelte zusammen mit anderen Studenten das Spiel So Long Sucker

## Leben und Krankheit
Ende der 1950er Jahre war Nash allgemein als führender Mathematiker anerkannt, was sich auch in einem Artikel des Forbes Magazine niederschlug, und er wurde 1958 für die Fields-Medaille vorgeschlagen, insbesondere für seine Arbeiten zu Hilberts 19. Problem, gleichzeitig mit De Giorgi. Er war in der endgültigen Auswertung an dritter Stelle hinter Klaus Roth und René Thom, die die Fields-Medaille schließlich 1958 erhielten. Am MIT stand er kurz vor einer vollen Professur, als 1959 die ersten Anzeichen von Nashs Erkrankung erkennbar wurden. Im Mai 1959 wurde bei ihm eine paranoide Schizophrenie diagnostiziert. Der Nash-Biografin Sylvia Nasar zufolge zeigte Nash nun zunehmend antisemitische Tendenzen und neigte zu Gewaltausbrüchen. Nash gab seine Position am MIT auf und ging nach kurzem Krankenhausaufenthalt zunächst 1959/60 nach Paris und Genf, wo er sich als Weltbürger und Exilant sah. In Luxemburg versuchte er nach eigener Aussage, die amerikanische Staatsbürgerschaft zurückzugeben.
1961 sahen sich seine Ehefrau Alicia Lardé und seine Mutter gezwungen, Nash in eine Nervenheilanstalt (Trenton State Hospital) einzuweisen. Hier wurde er durch eine damals noch übliche Insulinschocktherapie behandelt. Er erholte sich und konnte 1961 eine Konferenz über Spieltheorie besuchen. 1961/62 und 1963/64 war er erneut am Institute for Advanced Study, 1962 besuchte er wieder Paris, London und Genf, um dann nach Princeton zurückzukehren.
1964 wurde seine Schizophrenie so stark, dass er für längere Zeit in eine psychiatrische Klinik (die Privatklinik Carrier Clinic in Belle Mead, New Jersey) eingeliefert werden musste, wobei er 1965 noch einmal in Paris war (auf Einladung von Alexander Grothendieck). Während der nächsten 20 Jahre war er bei Rückfällen mit Unterbrechungen immer wieder in Kliniken. In der Folge seiner Erkrankung brachte er zwischen 1966 und 1996 keinerlei Publikationen heraus. Zuvor erschienen aber noch einige herausragende Arbeiten. Aus den 1960er Jahren stammte eine Idee in der Theorie der Auflösung der Singularitäten in der algebraischen Geometrie, die als Nash Blowing Up (so genannt von Heisuke Hironaka, dem Nash die Idee mündlich mitteilte) bekannt wurde, und einige einflussreiche Arbeiten über partielle Differentialgleichungen. 1965 bis 1967 war Nash, der von bedeutenden US-Mathematikern wie John Milnor, der ihn noch aus Studienzeiten kannte, unterstützt wurde, am MIT. In den 1970er bis 1990er Jahren lebte er in Princeton, wo man ihn regelmäßig auf dem Campus sehen konnte. Während er anfangs den Studenten durch merkwürdige Botschaften auffiel, die er hinterließ, fiel den Mathematikern in Princeton (wie Peter Sarnak) ab Anfang der 1990er Jahre zunehmend auf, dass er Teile seiner alten Problemlösungsfähigkeiten wiedererlangt hatte. In seinen letzten Jahren wandte er sich vermehrt der Geldtheorie zu, wobei er für ein Indexgeld plädierte.
Seit 2001 war er zum zweiten Mal mit Alicia Lardé verheiratet (in erster Ehe ab 1957, geschieden 1963). Sie hatten einen gemeinsamen Sohn (* 1959); ferner hatte er einen Sohn (* 1953) aus einer früheren Beziehung. Nash starb zusammen mit seiner Ehefrau im Mai 2015 bei einem Verkehrsunfall auf dem New Jersey Turnpike; sie waren in einem Taxi auf dem Heimweg von der Verleihung des Abelpreises in Norwegen. Beide waren nicht angegurtet und wurden aus dem Fahrzeug geschleudert.

## Auszeichnungen
- 1951: Moore-Instructor
- 1956/57: Sloan Research Fellow
- 1978: John-von-Neumann-Theorie-Preis (zusammen mit Carlton E. Lemke)
- 1994: Alfred-Nobel-Gedächtnispreis für Wirtschaftswissenschaften (zusammen mit Reinhard Selten und John Harsanyi)
- 1999: Leroy P. Steele Prize (zusammen mit Michael Crandall)
- 2002: O. Spurgeon English Humanitarian Award (zusammen mit Anderen)
- 2015: Abelpreis (zusammen mit Louis Nirenberg)

Nash wurde Ehrendoktor der Universität Athen und der Carnegie Mellon University in Pittsburgh. Er wurde 1995 in die American Academy of Arts and Sciences, 1996 in die National Academy of Sciences und 2006 in die American Philosophical Society gewählt und war Fellow der American Mathematical Society.

## Verfilmungen
Im Spielfilm A Beautiful Mind von 2001 mit Russell Crowe in der Hauptrolle wird die Geschichte von Nashs genialen Entwürfen, der Erkrankung und der Genesung dargestellt; der Film gewann 2002 vier Oscars. Dem Drehbuch liegt die gleichnamige Biographie von Sylvia Nasar von 1998 zugrunde. Die Verfilmung stimmt lediglich in Eckpunkten mit Nashs Biographie überein; viele Einzelheiten sind frei erfunden.
Darüber hinaus wurde das Leben von Nash auch in Dokumentarfilmen porträtiert:
- A Brilliant Madness: The story of Nobel Prize winning mathematician John Nash von Mark Samels und Randall MacLowry unter Mitwirkung von Sylvia Nasar. Eine Yellow Jersey Films Produktion für American Experience. USA 2002.[24] 60 Minuten (englisch).
- Sean Buckley, Guy Portner: John Nash: A Beautiful Genius. – An unauthorized tribute. Buck Productions Inc., Canada 2002.[25] 53 Minuten (englisch).
- A Mind on Strike – John Nash revisited (2017): The last years of Nobel Laureate John Nash in a film by Peter Badge and Jim Rakete, 31. Mai 2017 (englisch).

## Schriften
- Mit Edward Elgar (Hrsg.): Essays on Game Theory. E. Elgar, Cheltenham [England] 1996, ISBN 1-85898-426-2.
- The essential John Nash. Hrsg. von Harold W. Kuhn und Sylvia Nasar. Mit einem Vorwort von Harold W. Kuhn und einer Einleitung von Sylvia Nasar. Princeton University Press, Princeton, N. J. 2002, ISBN 0-691-09527-2, doi:10.1515/9781400884087 (Vorschau in der Google-Buchsuche).